# Laghouat (tỉnh)
Laghouat (tiếng Ả Rập: ولاية الأغواط) là một tỉnh (wilaya) ở miền trung Algérie. Tên gọi có nghĩa là "những ốc đảo". Tỉnh lỵ tỉnh này là Laghouat. Các đô thị khác có Aflou, Ain Madhi, Kourdane và Makhareg.

## Phân chia hành chính
Tỉnh này bao gồm 10 huyện và 24 đô thị. Các huyện bao gồm:
- Aflou
- Brida
- Ksar El Hirane
- Aïn Mahdi
- Hassi R'Mel
- Guelaât Sidi Saâd
- Sidi Makhlouf
- Oued Morra
- Đô thị cấp huyện: Laghouat, El Ghicha